# Banea-Bereziv, Cosău
Banea-Bereziv (în ucraineană Баня-Березів) este o comună în raionul Cosău, regiunea Ivano-Frankivsk, Ucraina, formată numai din satul de reședință.

## Demografie
Componența lingvistică a comunei Banea-Bereziv
     Ucraineană (100%)
Conform recensământului din 2001, toată populația comunei Banea-Bereziv era vorbitoare de ucraineană (100%).